# Península de Burin

A península de Burin é uma grande península localizada no sul da ilha de Terra Nova, Canadá.
A península separa a Baía Fortune a oeste da Baía de Placentia a leste. Está ligada à Terra Nova a norte por um longo istmo entre Terrenceville e Monkstown. É a terra canadiana mais próxima da colónia francesa de Saint-Pierre e Miquelon.
Em 18 de novembro de 1929, um grande sismo teve como epicentro a parte sudoeste dos Grands Bancs, perto da península. Houve 27 mortes na península.